# Giennadij Korotkow
Giennadij Pietrowicz Korotkow (ros. Геннадий Петрович Коротков, ur. 12 lipca?/24 lipca 1898 w Gawriłow-Jamie, zm. 23 listopada 1982 w Woroneżu) – radziecki dowódca wojskowy, generał porucznik (1943).

## Życiorys
Od 1916 służył w carskiej armii, uczestnik I wojny światowej jako starszy podoficer. 1917 wstąpił do Czerwonej Gwardii, a 1918 do Armii Czerwonej, brał udział w wojnie domowej, 1918 uczestniczył m.in. w tłumieniu powstania eserowców w Jarosławiu. Później brał udział w walkach na Froncie Północno-Zachodnim i Południowym, w walkach na Kaukazie i Ukrainie jako dowódca plutonu i roty. 1920 ukończył kursy piechoty w Nowogrodzie, 1923 Kijowską Wyższą Szkołę Wojskową, 1936 Kursy „Wystrieł”, a 1949 Wyższe Kursy Akademickie w Akademii Sztabu Generalnego. Od sierpnia 1923 dowódca plutonu i czasowy p.o. dowódcy roty w 5 Kijowskiej Szkoły Piechoty, od grudnia 1926 zastępca dowódcy, a od 1929 dowódca batalionu. Od grudnia 1931 w sztabie 3 Pułku Strzelców Górskich, od 1937 szef działu szkolenia i zastępca szefa 2 Wydziału Sztabu Środkowoazjatyckiego Okręgu Wojskowego, od V 1939 zastępca dowódcy 194 Dywizji Strzelców, od marca 1941 dowódca 238 Dywizji Strzelców. Pod koniec sierpnia 1941 jego dywizja została przeniesiona pod Tułę, później brała udział w bitwie pod Moskwą i w wyzwoleniu Aleksina. Od maja 1942 szef sztabu 49 Armii, od maja 1942 dowódca 5 Gwardyjskiego Korpusu Strzelców, od października 1942 dowódca 53 Armii. Od lutego 1943 dowódca 1 Armii Uderzeniowej, która brała udział w operacji diemiańskiej, ponosząc ciężkie straty, operacji staroruskiej i operacji „Gwiazda Polarna”. Od kwietnia 1944 dowódca 22 Armii, brał udział w leningradzko-nowogrodzkiej, madońskiej i ryskiej. Od listopada 1945 dowódca 27 Gwardyjskiego Korpusu Strzelców, luty 1947 – kwiecień 1948 dowódca 25 Armii Nadmorskiego Okręgu Wojskowego, od maja 1949 szef sztabu – zastępca dowódcy wojsk Woroneskiego Okręgu Wojskowego. Od 1955 doradca przy Czechosłowackiej Armii Ludowej, od 1958 na emeryturze.

## Odznaczenia
- Order Lenina (dwukrotnie)
- Order Czerwonego Sztandaru (trzykrotnie)
- Order Kutuzowa I klasy (dwukrotnie)
- Medal 100-lecia urodzin Lenina
- Medal „Za obronę Moskwy”
- Medal „Za zwycięstwo nad Niemcami w Wielkiej Wojnie Ojczyźnianej 1941–1945”
- Medal jubileuszowy „Dwudziestolecia zwycięstwa w Wielkiej Wojnie Ojczyźnianej 1941–1945”
- Medal jubileuszowy „Trzydziestolecia zwycięstwa w Wielkiej Wojnie Ojczyźnianej 1941–1945”
- Medal „Weteran Sił Zbrojnych ZSRR”
- Medal jubileuszowy „XX lat Robotniczo-Chłopskiej Armii Czerwonej”
- Medal jubileuszowy „30 lat Armii Radzieckiej i Floty”
- Medal jubileuszowy „40 lat Sił Zbrojnych ZSRR”
- Medal jubileuszowy „50 lat Sił Zbrojnych ZSRR”
- Medal jubileuszowy „60 lat Sił Zbrojnych ZSRR”